# Рогатка (орудие наказания)

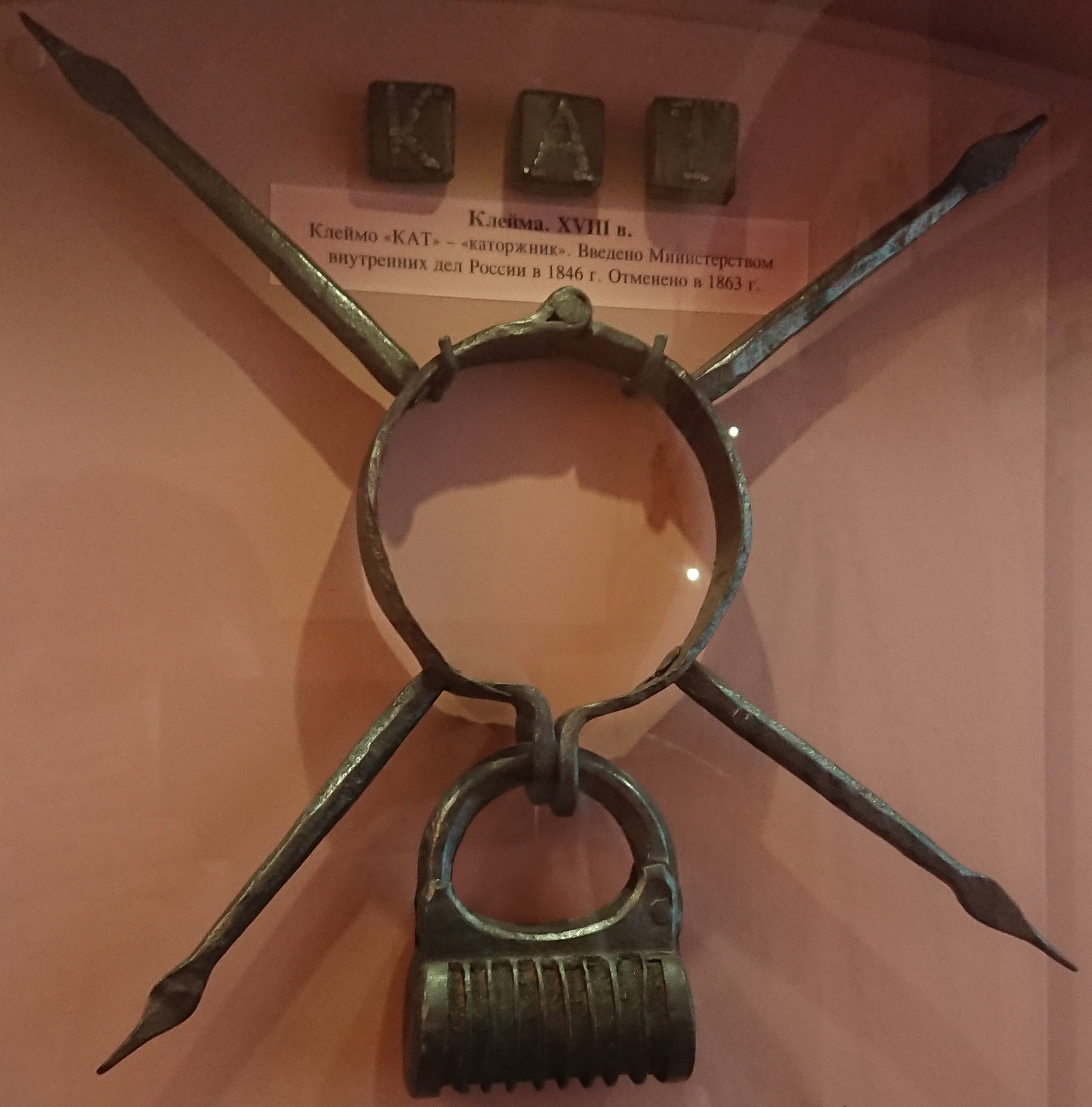
Шейная рогатка с замком. Россия, XVIII век

Рога́тка или рогу́лька — орудие, употреблявшееся на Руси (в России) для наказания или для пресечения побега преступникам, и такая же рогатка, колодка на шею и руку, при поимке беглых варнаков.
В другом источнике указано что рогатка на преступника — железный ошейник, с долгими шпеньками наружу. Рогатка состояла из железного широкого обруча толщиной в полвершка с насаженными на нем рожками (шпеньками). Надетый на шею (ошейник или нашейник), обруч запирался на висячий замок, и рогатку нельзя было снять, пока она была заперта. Рогатка мешала наказанному спать.
В XVIII веке и позже помещики надевали рогатку на шею своим провинившимся крепостным крестьянам и дворовым девушкам, заставляя некоторых из них ходить в рогатке по году и более. 
На Руси (в России) также применялась и применяется рогатка на свинью (скотину), деревянный ошейник (хомутища) с перепущенными накрест концами, не дающий пройти через узкий проход, чтобы она не пролезала сквозь заборы, чтобы не лазила в огороды, в Сибири называется ви́лы.